# Orbray
Orbray株式会社（オーブレー、英: Orbray Co., Ltd.）は、東京都足立区新田に本社を置く、精密機器部品メーカーである。

## 概要
1939年に、並木製作所が創業。創業当時の製品は、電気メーターの軸受宝石だった。その後、音響用レコード針、時計用軸受宝石など数々のヒット商品を産み出した。
1953年に並木精密宝石に改組。販売先の棲み分けのため1957年に並木精密宝石からアダマンド商事が分離独立。並木精密宝石は、磁気ヘッド、時計用外装部品、DCコアレスモーター、医療機器などを製造販売。ポケベル、携帯電話用の振動モーターのパイオニアメーカーとして、一時は世界シェアーの大半を占めた。
一方アダマンド商事（1959年にアダマンド工業株式会社、2014年にアダマンド株式会社に商号変更）は、光通信部品を中心に事業展開を行ったが、2017年に、工業用宝石屋としてのお互いのスペシャリティを統合によって更に伸ばしていくという考えのもと、合併の合意・承認がなされ、2018年1月1日に、並木精密宝石を存続会社として、“アダマンド並木精密宝石株式会社”が誕生した。
その後「ロボット関節用サーボモーター」、「多指ロボットハンド」などロボット産業にも参入。
2019年には「石英パイプ基準式内周面３D精密測定機」の製造・販売を開始し、当製品が第32回中小企業優秀新技術・新製品賞において中小企業庁長官賞を受賞した。
2021年、「ステップフロー成長法による2インチヘテロエピタキシャルダイヤモンド成長開発」に成功。2022年11月、「大型サファイア12インチ基板(φ300mm)」のテスト販売を開始。2023年1月1日に、グループ会社であるアキタ・アダマンドと統合し、Orbray株式会社に商号を変更した。
2023年5月に、2026年には秋田県湯沢市に本社機能の一部移転ならびに本社移転登録を行い、2032年までに既存工場の移転集約などを行う方針を発表した。

## 沿革
2023年1月1日付の商号変更以前の沿革については「並木精密宝石」および「アダマンド」を参照
- 2023年（令和5年）1月1日 – アダマンド並木精密宝石株式会社とアキタ・アダマンドが統合し、Orbray株式会社へと変更

## 主要事業

### 精密宝石部品
精密宝石部品とは、ダイヤモンド・サファイア・ルビーなどの宝石に代表される硬い素材に対して精密加工を施した、機械・製品の長寿命化や高精度化を実現するための部品である。また、素材の持つ融点の高さを活かし、高温下で使用される部品や、化学的安定性を活かし、強い酸・アルカリなどの薬品に耐えられる部品、絶縁性を要求される場合にも使用される。素材が高価なため過去には限られた分野でしか流通しなかったが、近年、ダイヤモンド・サファイア・ルビー等の結晶育成技術の著しい進歩により、形状・品質・コストにおいて大きな進化を遂げた。Orbrayはダイヤモンド・サファイア・セラミックスなどを自社工場でも育成、製造している。

### DCコアレスモーター／モーターユニット
1973年に当時世界最小のφ10mmDCコアレスモーターを開発して以来、Orbrayは日本における小型モーター（マイクロモーター）のパイオニアとして常に社会に貢献し続けている。小径・小型モーターを研究し、ドイツよりコアレス巻線特許を導入するとともに、希土類マグネットの製造工法、貴金属ブラシの研究を経て完成したのが、世界最小φ10mm DCコアレスモーターであった。その後も技術革新を重ね、2004年にφ1.5mm ギヤードモーター（2006年内閣総理大臣賞受賞）、2014年には更に小径の現在世界最小φ0.6mm ブラシレスモーターの開発に成功。Orbrayでは、応答性、静音性に優れたコアレスモーター、ブラシレスモーター、ギヤヘッド、エンコーダ、制御基板などのモーションデバイスに加え、さらに機構を組み合わせたモーションユニット製品を取り揃えている。

### 光通信部品
各種光ファイバー、コネクタ、デバイスに使用されているジルコニアフェルールやスリーブは、光通信システムやネットワークに欠かせない重要部品である。 またフェルールやスリーブの内外径の測定・検査に使用され、Orbrayの品質保証に重要な役割を担うピンゲージやリングゲージは、ナノメートル単位の高精度な寸法を要求される製品である。フェルール、スリーブを使用した光コネクタ、アダプタも各種取り揃えている。光デバイスの分野では、マスターコード、 各種パッチコード、異なる種類のコネクタを接続する変換アダプタ、減衰器や終端器、各種高精度ファイバアレイも提供している。 Orbrayの製品は、セラミックスの成形技術と超精密加工技術、高精度組立技術により光を「繋ぐ」接続部品として世界中で使用されている。

### 医療装置
Orbrayは40年にわたり医療機器の開発・製造を行ってきた。1980年代より医療機器の製造を開始し、以来、多くの高品質な医療機器を世界市場に提供している。顧客と緊密に連携し、量産製造を見据え、的確なDFM（Design For Manufacture）を考慮した医療機器の開発設計サポート、信頼できるサプライチェーンの確立、修理、サービス部品の供給等、製品の完全なライフサイクルサポートを行っている。コア・コンピテンシーであるタイ工場は ISO13485 認定された医療機器の製造拠点であり、医療機器国際基準に基づいた品質管理システムを構築、FDA （米国 Food and Drug Administration) や CEマーキング（Conformité Européenne）の要求事項を満たした製品を世界市場に送り出している。

### ダイヤモンドウエハ
ダイヤモンドは、硬さ、音速、熱伝導率、ヤング率など物質中最高の物性値を複数持つ究極の結晶材料である。上記特性に加え、深紫外から遠赤外まで高い透過率、高い熱的化学的安定性、絶縁体から金属伝導まで制御可能な電気抵抗などの特性を組み合わせることで、ヒートシンク、工具、光学部品、音響部品、センサー、半導体材料など様々な分野への応用が期待されている。Orbrayでは、大口径ダイヤモンド基板を得ることをターゲットにヘテロエピタキシャル法を採用。ヘテロエピタキシャル法はダイヤモンド以外の異種基板を下地として用いる手法で、原理的にはダイヤモンドの成長可能な大きな下地基板があれば、その下地基板と同径のダイヤモンドを得ることができる。サファイア基板メーカーの強みを生かして、下地基板に用いるサファイアの結晶を精密に制御し、微傾斜面を持つIr/ サファイア基板上をダイヤモンドが横方向に成長するステップフロー成長法を新たに開発し、産業応用上必要とされる直径２インチ（約55mm）のダイヤモンド結晶の成長に成功した。現在は次のステージ、直径4インチのダイヤモンド結晶の開発に取り組んでいる。

## 拠点・グループ会社

### 国内
- 黒石工場（青森県黒石市）
- 湯沢工場（秋田県湯沢市）
- 横手工場（秋田県横手市 柳田工業団地内）
- Orbray [TRAD]（秋田県湯沢市）

### 海外
- Orbray New Jersey Inc.（米国・ニュージャージー州）
- Orbray California Inc. (米国・カリフォルニア州)
- Orbray Europe GmbH (ドイツ・デュッセルドルフ)
- Orbray Singapore Pte. Ltd. (シンガポール)
- Orbray (Thailand) Co., Ltd. (タイ・チェンマイ)